# Trigonospila mista
Trigonospila mista là một loài ruồi trong họ Tachinidae.